# 維孫河
維孫河（烏克蘭語：Висунь），是烏克蘭的河流，位於該國中部，屬於因古列茨河的支流，流經基洛夫格勒州和尼古拉耶夫州，河道全長195公里，流域面積2,670平方公里。